# Джеймстаун-Вест (Нью-Йорк)
Джеймстаун-Вест (англ. Jamestown West) — переписна місцевість (CDP) в США, в окрузі Чотоква штату Нью-Йорк. Населення — 2652 особи (2020).

## Географія
Джеймстаун-Вест розташований за координатами 42°5′19″ пн. ш. 79°16′52″ зх. д. / 42.08861° пн. ш. 79.28111° зх. д. (42.088508, -79.281097).  За даними Бюро перепису населення США в 2010 році переписна місцевість мала площу 6,52 км², уся площа — суходіл.

## Демографія
Згідно з переписом 2010 року, у переписній місцевості мешкало 2408 осіб у 1013 домогосподарствах у складі 638 родин. Густота населення становила 369 осіб/км².  Було 1114 помешкання (171/км²).
Расовий склад населення:
| - 97,5 % — білих - 1,3 % — азіатів - 0,6 % — чорних або афроамериканців |

До двох чи більше рас належало 0,5 %. Частка іспаномовних становила 0,9 % від усіх жителів.
За віковим діапазоном населення розподілялося таким чином: 16,9 % — особи молодші 18 років, 54,2 % — особи у віці 18—64 років, 28,9 % — особи у віці 65 років та старші. Медіана віку мешканця становила 52,2 року. На 100 осіб жіночої статі у переписній місцевості припадало 86,7 чоловіків;  на 100 жінок у віці від 18 років та старших — 82,1 чоловіків також старших 18 років.
Середній дохід на одне домашнє господарство  становив 67 976 доларів США (медіана — 64 094), а середній дохід на одну сім'ю — 85 274 долари (медіана — 74 134). Медіана доходів становила 52 375 доларів для чоловіків та 40 169 доларів для жінок. За межею бідності перебувало 6,4 % осіб, у тому числі 5,4 % дітей у віці до 18 років та 5,6 % осіб у віці 65 років та старших.
Цивільне працевлаштоване населення становило 1110 осіб. Основні галузі зайнятості: освіта, охорона здоров'я та соціальна допомога — 26,2 %, виробництво — 24,7 %, мистецтво, розваги та відпочинок — 11,1 %, роздрібна торгівля — 9,4 %.